# Lan lọng thơm
Lan lọng thơm hay cầu diệp rất thơm, thạch đậu lan hoa dày (danh pháp hai phần: Bulbophyllum odoratissimum) là một loài phong lan thuộc chi Bulbophyllum.

## Phân loài
Các giống:
- Bulbophyllum odoratissimum var. odoratissimum.
- Bulbophyllum odoratissimum var. racemosum N.P.Balakr.